# Stefan Jung
Stefan Jung (* 20. November 1970 in Altena) ist ein deutscher Wirtschaftswissenschaftler und Organisationsforscher. Von 2009 bis 2021 war er Gründungskanzler und Mitglied der Hochschulleitung der CVJM-Hochschule in Kassel, wo er als Professor für Management und Organisation lehrt. 2000 gründete er die international tätige Organisationsberatung Public One mit Sitz in Berlin.

## Leben
Jung absolvierte als Stipendiat des Evangelischen Studienwerks Villigst nach der Ausbildung zum Bankkaufmann und dem Zivildienst von 1994 bis 1999 sein Studium der Wirtschaftswissenschaft an der Universität Witten/Herdecke mit Auszeichnung. Während seines Studiums erfolgten Forschungs- und Praxisaufenthalte in Indien, Ecuador und Spanien, bevor er sein Studium mit einer Arbeit zur Prozessberatung und Dialogmethodologie in Kooperation mit einer Forschergruppe vom MIT, Boston abschloss.
Nach seinem Studium war er zunächst für Roland Berger Strategy Consultants tätig und gründete anschließend das Berliner Beratungsunternehmen Public One, das internationale und nationale Organisationen zu Fragen der Strategie-, Organisations- und Führungskräfteentwicklung berät.
Von 2005 bis 2007 war er Promotionsstudent an der Universität Witten/Herdecke und wurde 2007 mit einer Arbeit zur Form der Reform bei Birger P. Priddat, Rudi Wimmer und Dirk Baecker mit summa cum laude zum Dr. rer. pol. promoviert. Im selben Jahr, 2007, war er an der Gründung des Vereins Wunderwerke e.V. beteiligt.
Jung ist seit 2009 Professor für Management und Organisation an der neu gegründeten CVJM-Hochschule in Kassel. Seit seiner Berufung zum Professor ist er Kanzler der Hochschule und als Mitglied der Hochschulleitung intensiv am Auf- und Ausbau der jungen Hochschule beteiligt. Dort leitet er seit 2011 das von ihm mitinitiierte „Evangelische Bank Institut für Ethisches Management“, an dem Forschungs- und Studienprojekte im Grenzbereich von Management, Ethik und Organisation durchgeführt werden. Das Institut macht die Ergebnisse seiner wissenschaftlichen Forschung Praktikerinnen und Praktikern in Kirche, Diakonie und Sozialwirtschaft in Form von Beratungen und Vorträgen zugänglich und gibt die wissenschaftliche Reihe Management, Ethik, Organisation (MEO) bei Vandenhoeck & Ruprecht in Göttingen heraus.
Jung lehrt seit 2006 im Studienbereich Arbeitswissenschaft der Wirtschaftsfakultät der Leibniz Universität Hannover mit dem Schwerpunkt Wandel und Entwicklung von Organisationen. Ehrenamtlich ist Stefan Jung seit 1999 am Aufbau einer ökumenischen Modellkirche in Essen beteiligt. Zusammen mit seiner Familie lebt er in der Evangelischen Kommunität Kirubai in Essen-Rüttenscheid.

## Auszeichnungen
- 1993–2000 Stipendiat der Eberle-Butschkau-Stiftung, der Wissenschaftsförderung der Sparkassen-Finanzgruppe

- 1995–2000 Stipendiat der Begabtenförderung Evangelisches Studienwerk Villigst[12]

- 2000 Preisträger des Berliner Gründerpreises StartUp, gestiftet von McKinsey, stern und der Berliner Landesbank für die Gründung des Unternehmens Public One[13]

## Mitgliedschaften
- seit 2017 Bundesarbeitsgemeinschaft Sozialmanagement/Sozialwirtschaft e.V.[14]
- seit 2014 Diakoniewissenschaftliches Netzwerk Deutschland
- seit 2014 Mitglied im wissenschaftlichen Beirat des Christlichen Jugenddorfwerkes Deutschland e.V. (CJD)[15]
- seit 2011 Mitglied im Wissenschaftlichen Beirat des Bundesverbandes Deutsche Tafel e.V., Berlin[16]
- seit 2010 Facharbeitskreis Governance bei der Deutschen Gesellschaft für internationale Zusammenarbeit (GIZ)[17]
- seit 2008 Mitglied und Förderer der Alumni-Initiative der Universität Witten/Herdecke e.V.
- seit 2008 Mitglied in der Neukirchener Diakoniebruderschaft (VEDD)
- seit 2006 Fördermitglied des Evangelischen Studienwerkes Villigst e.V.
- seit 1999 Gründungsmitglied des CVJM e/motion e.V.[18]
- seit 1995 Gründungsmitglied der   StudierendenGesellschaft Witten/Herdecke e.V.

## Veröffentlichungen (Auswahl)

### Monografien
- Stefan Jung: Die Form der Reform. Eine system- und formtheoretische Rekonstruktion der Verwaltungsreform als Beitrag zur Theorie der Reform. (= Beiträge zur Reorganisation des Staates. Band 2). Metropolis, Marburg 2008, ISBN 978-3-89518-666-0.
- Stefan Jung, Christoph Petzenhauser, Harald Tuckermann: Im Dialog mit Patienten. Anatomie einer Transformation im Gesundheitswesen. Verlag für Systemische Forschung im Carl-Auer-Systeme-Verlag, Heidelberg 2001, ISBN 3-89670-721-3.

### Sammelbände
- Stefan Jung, Volker Kessler, Louise Kretzschmar, Elke Meier (Hrsg.): Metaphors for Leading - Leading by Metaphors. V&R unipress, Göttingen 2019, ISBN 978-3-8471-0915-0.
- Stefan Jung, Thomas Katzenmayer (Hrsg.): Lebendige Kirchen – Interdisziplinäre Denkanstöße und praktische Erfahrungen. (= Management, Ethik, Organisation. Band 5). Vandenhoeck & Ruprecht unipress, Göttingen 2018, ISBN 978-3847108276.
- Stefan Jung, Stefan Friedrichs, André Armbrust (Hrsg.): Antikorruption und Leadership. (= Management, Ethik, Organisation. Band 3). Vandenhoeck & Ruprecht unipress, Göttingen 2018, ISBN 978-3-8471-0683-8.
- Stefan Jung, Thomas Katzenmayer (Hrsg.): Fusion und Kooperation in Kirche und Diakonie – Herausforderungen und Praxisbeispiele. (= Management, Ethik, Organisation. Band 2). Vandenhoeck & Ruprecht unipress, Göttingen 2014, ISBN 978-3-8471-0325-7.
- Stefan Jung, André Armbruster, Thomas Schraff, Kristina Willijes (Hrsg.): Perspektiven der Behindertenhilfe. Gegenwart und Zukunft der Behindertenhilfe Kassel. verbum, ISBN 3-00-044508-0.
- Stefan Jung, Thomas Katzenmayer (Hrsg.): Nachhaltig Wirtschaften – Wirtschaftsethische Reflexionen. In: (= Management, Ethik, Organisation. Band 1). Vandenhoeck & Ruprecht unipress, Göttingen 2012, ISBN 978-3-8471-0073-7.Metaphors for Leading – Leading by Metaphors.

### Sammelbandbeiträge
- Stefan Jung, André Armbruster: Evangelisch-Hochreligiöse als Zukunft der Kirche? Organisationssoziologische Überlegungen. In: T. Faix, S. Jung, T. Künkler (Hrsg.): Glaubens- und Lebenswelten von hochreligiösen evangelischen Jugendlichen. Kohlhammer Verlag, Stuttgart 2020, ISBN 978-3-17-037484-3.
- Stefan Jung, Kristina Willjes: The Agile Organization. New Metaphors for an Old Concept. In: S. Jung, V. Kessler, L. Kretzschmar, E. Meier (Hrsg.): Metaphors for Leading – Leading by Metaphors (Management – Ethik – Organisation). Vandenhoeck & Ruprecht unipress, Göttingen 2019, ISBN  978-3847109150.
- Stefan Jung, Reinhardt Schink: Ambiguität und christliche Spiritualität im Management. In: M. Warode, H. Bolsinger, A. Büssling (Hrsg.): Spiritualität in der Managementpraxis. Verlag Herder, Freiburg i. Br. 2019, ISBN 978-3-451-39982-4.
- Stefan Jung: Amivalent an Gott glauben. In: D. Schneider (Hrsg.): 21 Menschen – 21 Momentaufnahmen – 21 Möglichkeiten zu glauben. Neukirchener-Verlag, Neukirchen-Vluyn 2019, ISBN 978-3761566084.
- Stefan Jung, Bianca Dümling: Interkulturelle Öffnung in der christlichen Jugendarbeit – Problem, Diagnose, Therapie. In: B. Dümling, K. Löchelt, G. Zimmermann: Christliche Jugendarbeit in der Migrationsgesellschaft. Begegnungen mit kultureller und religiöse Vielfalt gestalten. Neukirchner-Verlag, Neukirchen-Vluyn 2018, ISBN 978-3761565131.
- Stefan Jung: Einleitung: Lebendige Kirchen? Eine Annäherung in zwei Schritten: Interdisziplinäre Denkanstöße und praktische Erfahrungen. In: S. Jung, T. Katzenmayer: Lebendige Kirchen: Interdisziplinäre Denkanstöße und praktische Erfahrungen (Management – Ethik – Organisation, Band 5). Vandenhoeck & Ruprecht unipress, Göttingen 2018. ISBN 978-3847108276.
- Stefan Jung: Eine Annäherung in zwei Schritten. In: S. Jung, T. Katzenmayer: Lebendige Kirchen: Interdisziplinäre Denkanstöße und praktische Erfahrungen (Management – Ethik – Organisation, Band 5). Vandenhoeck & Ruprecht unipress, Göttingen 2018. ISBN 978-3847108276.
- Stefan Jung: Antikorruption durch Ent-Moralisirung und Entwicklung-Hedonisierung – Für ein neues Verständnis von Führung als organisationale Störung. In: S. Jung, S. Friedrichs, A. Armbrüste (Hrsg.): Antikorruption und Leadership (= Management, Ethik, Organisation.  Band 3). Vandenhoeck & Ruprecht unipress, Göttingen 2018,  ISBN 978-3-8471-0683-8, S. 43–66.
- Stefan Jung, Oliver Liedtke, Claus Hassing: Vom Ich zum Wir. Die eigene Kooperationsfähigkeit stärken. In: Bertelsmann Stiftung (Hrsg.): Praxisratgeber Zivilgesellschaft. Bertelsmann, Gütersloh 2018
- Stefan Jung: Aufsicht von unten – Aufsichtsräte und Vorstände diakonischer Unternehmen zwischen Über- und Unterwachung. In: A. Dietz, V. Drews-Galle, H. Höver, D. Kauderer (Hrsg.): Corporate Governance in der Diakonie – Beiträge zur Diakonischen Aufsichtsratspraxis und Kultur. (= Leiten. Lenken. Gestalten. Band 34). 2016, ISBN 978-3-643-13002-0, S. 55–69.
- Stefan Jung, André Armbruster: Reform oder Reformation? Paradoxien von Fusionen und Kooperationen und ein Vorschlag zur Erneuerung. In: S. Jung, T. Katzenmayer (Hrsg.): Fusion und Kooperation in Kirche und Diakonie. Vandenhoeck & Ruprecht unipress, Göttingen 2014, ISBN 978-3-8471-0325-7, S. 9–25.
- S. Jung, R. Wimmer: Organisation als Differenz: Grundzüge eines systemtheoretischen Organisationsverständnisses. In: R. Wimmer, J. O. Meissner, P. Wolf (Hrsg.): Praktische Organisationswissenschaft. Lehrbuch für Studium und Beruf. Carl-Auer, Heidelberg 2014, ISBN 978-3-89670-892-2, S. 97–113.
- Stefan Jung: Nachhaltige Wirtschaft und gesellschaftliche Transformation. In: S. Jung, T. Katzenmayer (Hrsg.): Nachhaltig Wirtschaften – Wirtschaftsethische Reflexionen. (= Management, Ethik, Organisation. Band 1). Vandenhoeck & Ruprecht unipress, Göttingen 2012, ISBN 978-3-8471-0073-7, S. 9ff.
- Stefan Jung, Rudolf Wimmer: Organisation als Differenz: Grundzüge eines systemtheoretischen Organisationsverständnisses. In: R. Wimmer, J. Meissner, P. Wolf: Praktische Organisationswissenschaft.  Carl-Auer-Verlag, Heidelberg 2009, ISBN 978-3896708922.
- Stefan Jung: Die Form der Reform. Eine system- und formtheoretische Rekonstruktion der Verwaltungsreform als Beitrag zur Theorie der Reform. In: B. P. Priddat (Hrsg.): Beiträge zur Reorganisation des Staates, Band 2, Metropolis, Marburg 2008.
- Stefan Jung: Zur Reform des kommunalen Rechnungswesens: Öffentliche Selbstbeobachtung mit privaten Instrumenten? In: P. von Maravic, B. P. Priddat (Hrsg.): Öffentlich / Privat: Verwaltung als Schnittstellenmanagement? (= Beiträge zur Reorganisation des Staates. Band 1). Metropolis, Marburg 2007, ISBN 978-3-89518-639-4.

### Journal- und Zeitschriftenbeiträge
- Stefan Jung: Alles hängt zusammen – Wie wir voneinander lernen. In: FMD-Impulse: verknüpft und verbunden. Nr. 154, Hanstedt, S. 3–4.
- Stefan Jung: Wie organisiert man Wandel, Veränderungsprozesse in Organisationen verstehen. In: Pflugschar-Magazin der Arbeitsgemeinschaft der CVJM Deutschlands. Heft 2, 2016, S. 14–15.[19]
- S. Jung, A. Armbruster: Selbsttransformation der Wirtschaft. In: Praxis Gemeindepädagogik – Zeitschrift für Evangelische Bildungsarbeit. Evangelische Verlagsanstalt Leipzig, 4/2015, S. 38–41.[20]
- Stefan Jung, André Armbruster: EKK-Institut in der Zukunft der Behindertenhilfe. In: CVJM-Informationen, 4/2013.
- Stefan Jung, André Armbruster, Thomas Hoebel, Christian Scharff, Kristina Willjes: Diakonische Unternehmensführung. In: http://www.bebev.de/wpcontent/uploads/2013/07/BroschuereAbschlussbericht.pdf. 2013.
- Stefan Jung: Weil sich was ändern muss – Über die Bedeutung von Innovation. In: Mitarbeiterhilfe, Fachzeitschrift für Ehrenamtliche und Hauptamtliche in der Jugendarbeit, Vol. 4, 2012.
- Stefan Friedrichs, Stefan Jung: Wer will schon aufs Diesseits vertröstet werden? In: Richard David Precht, Nazim Cetin: agora42 – Das philosophische Wirtschaftsmagazin, Heft Ökonomie und Gerechtigkeit. 06/2012, S. 60ff.[21]

## Belege
1. ↑  Kanzlerwechsel an der CVJM-Hochschule in Kassel. Abgerufen am 1. März 2021.
2. ↑  Prof. Dr. Stefan Jung – public one. Abgerufen am 10. Juli 2017.
3. ↑  Prof. Dr. Stefan Jung – public one. Abgerufen am 10. Juli 2017.
4. ↑  Prof. Dr. Stefan Jung – public one. Abgerufen am 10. Juli 2017.
5. ↑  CVJM-Hochschule: Stefan Jung. Archiviert vom Original (nicht mehr online verfügbar) am 30. Juli 2017; abgerufen am 10. Juli 2017.  Info: Der Archivlink wurde automatisch eingesetzt und noch nicht geprüft. Bitte prüfe Original- und Archivlink gemäß Anleitung und entferne dann diesen Hinweis.
6. ↑  Die Initiatoren Wunderwerkes. In: wunder-werke.de. Wunderwerke e. V., abgerufen am 10. Juli 2017 (deutsch).
7. ↑  CVJM-Hochschule: Stefan Jung. Archiviert vom Original (nicht mehr online verfügbar) am 30. Juli 2017; abgerufen am 10. Juli 2017.  Info: Der Archivlink wurde automatisch eingesetzt und noch nicht geprüft. Bitte prüfe Original- und Archivlink gemäß Anleitung und entferne dann diesen Hinweis.
8. ↑  Evangelische Bank Institut für Ethisches Management | CVJM-Hochschule: Mitarbeiter und Kontakt. Archiviert vom Original (nicht mehr online verfügbar) am 24. August 2017; abgerufen am 10. Juli 2017.  Info: Der Archivlink wurde automatisch eingesetzt und noch nicht geprüft. Bitte prüfe Original- und Archivlink gemäß Anleitung und entferne dann diesen Hinweis.
9. ↑  Leibniz Universität Hannover  - Lehrende. Abgerufen am 10. Juli 2017 (englisch).
10. ↑  Startseite. In: CVJM e/motion. (cvjm-emotion.de [abgerufen am 10. Juli 2017]).
11. ↑  Home. Abgerufen am 10. Juli 2017.
12. ↑  CVJM-Hochschule: Stefan Jung. Archiviert vom Original (nicht mehr online verfügbar) am 30. Juli 2017; abgerufen am 10. Juli 2017.  Info: Der Archivlink wurde automatisch eingesetzt und noch nicht geprüft. Bitte prüfe Original- und Archivlink gemäß Anleitung und entferne dann diesen Hinweis.
13. ↑  Unternehmen – public one. Abgerufen am 10. Juli 2017.
14. ↑  Sebastian Noll | BAGSMW: Bundesarbeitsgemeinschaft Sozialmanagement / Sozialwirtschaft e. V.: Home. Abgerufen am 26. November 2017 (englisch).
15. ↑  Christliches Jugenddorfwerk Deutschlands e. V.: Wissenschaftlicher Beirat. Archiviert vom Original (nicht mehr online verfügbar) am 15. Dezember 2017; abgerufen am 10. Juli 2017.  Info: Der Archivlink wurde automatisch eingesetzt und noch nicht geprüft. Bitte prüfe Original- und Archivlink gemäß Anleitung und entferne dann diesen Hinweis.
16. ↑  Neuer Beirat für den Bundesverband. Ehemals im Original (nicht mehr online verfügbar); abgerufen am 10. Juli 2017. (Seite nicht mehr abrufbar. Suche in Webarchiven)  Info: Der Link wurde automatisch als defekt markiert. Bitte prüfe den Link gemäß Anleitung und entferne dann diesen Hinweis.
17. ↑  Prof. Dr. Stefan Jung – public one. Abgerufen am 10. Juli 2017.
18. ↑  Startseite. In: CVJM e/motion. (cvjm-emotion.de [abgerufen am 10. Juli 2017]).
19. ↑  Pflugschar Magazin 2016. (PDF) Abgerufen am 10. Juli 2017.
20. ↑  PGP-Ausgabe 4/2015: Reich Gottes. In: Praxis Gemeindepädagogik. 10. Oktober 2015 (praxis-gemeindepaedagogik.de [abgerufen am 10. Juli 2017]).
21. ↑  agora42. Ehemals im Original (nicht mehr online verfügbar); abgerufen am 10. Juli 2017. (Seite nicht mehr abrufbar. Suche in Webarchiven)  Info: Der Link wurde automatisch als defekt markiert. Bitte prüfe den Link gemäß Anleitung und entferne dann diesen Hinweis.

| Personendaten    | Personendaten                                                  |
| ---------------- | -------------------------------------------------------------- |
| NAME             | Jung, Stefan                                                   |
| KURZBESCHREIBUNG | deutscher Wirtschaftswissenschaftler und Organisationsforscher |
| GEBURTSDATUM     | 20. November 1970                                              |
| GEBURTSORT       | Altena                                                         |